# May Leiba
May Leiba is een stuwmeer in de Dogu'a Tembien woreda van Tigray in Ethiopië. De aarden dam werd gebouwd in 1998 door de Relief Society of Tigray.

## Eigenschappen van de dam

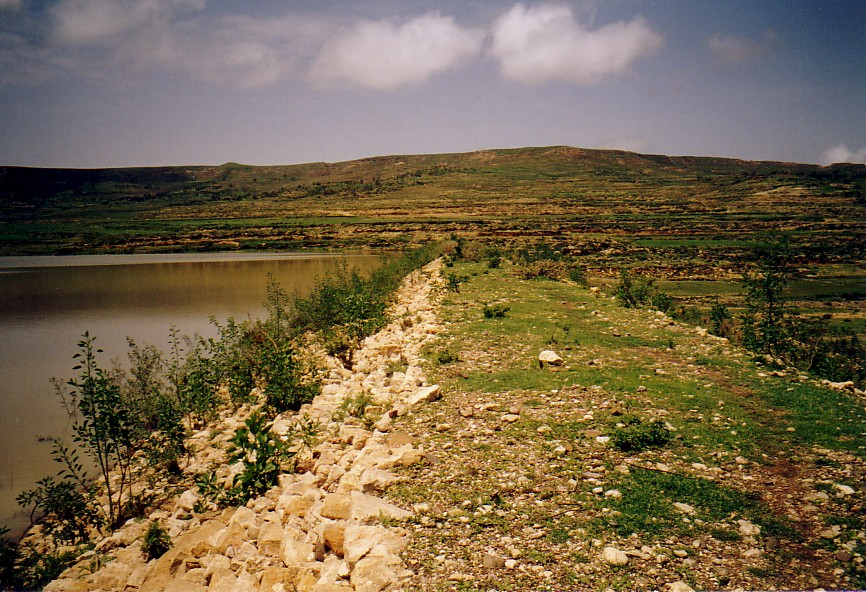
May Leiba dam

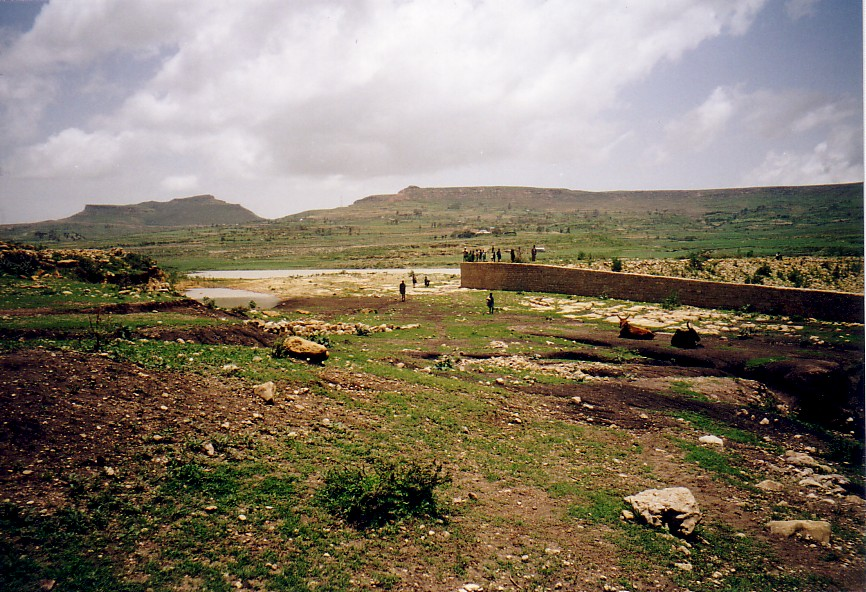
Overloop van het May Leiba meer

- Hoogte: 18,9 meter
- Lengte: 371 meter
- Breedte van de overloop: 25 meter

## Capaciteit
- Oorspronkelijke capaciteit: 958 175 m³
- Ruimte voor sedimentopslag: 191 635 m³
- Oppervlakte: 16 ha

In 2002, werd de levensverwachting (de periode tot opvulling met sediment) van het stuwmeer geschat op 15 jaar.

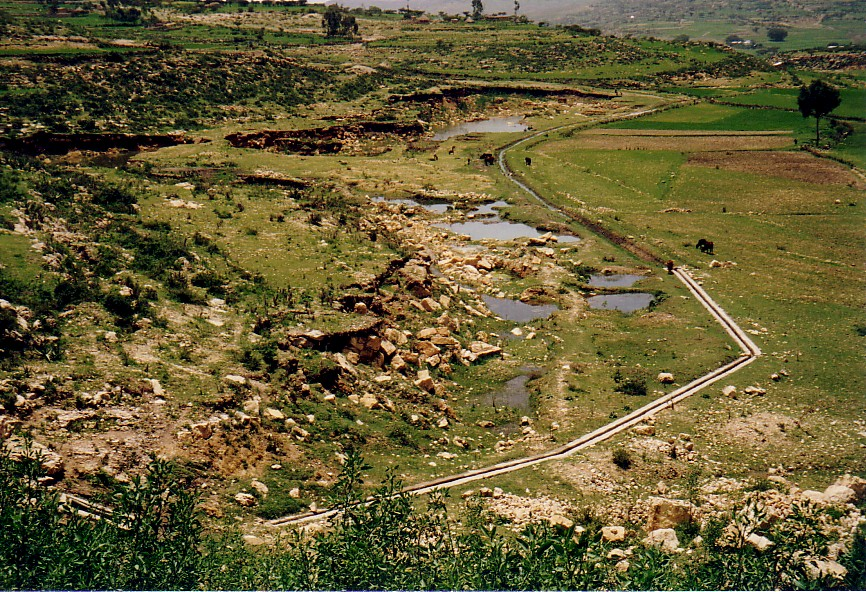
May Leiba – irrigatiekanaal dat grotendeels ongebruikt blijft

## Irrigatie
- Gepland irrigatiegebied: 50 ha
- Effectief irrigatiegebied in 2002: 5 ha

Eerst en vooral is er een administratief probleem: de dam ligt op het grondgebied van één gemeente, en het irrigatiegebied in een andere gemeente. Dat leverde problemen op ivm de verdeling van het irrigatiewater. Een belangrijk deel van het water gaat ook verloren door insijpeling in de kalk-ondergrond; een positief neveneffect hiervan is dat dit bijdraagt tot het grondwaterpeil, enkele kilometers stroomaf, bij het dorp Addi Idaga is er een groot irrigatiegebied ontstaan dat gevoed wordt door bronwater afkomstig van deze ondergrondse lekken.

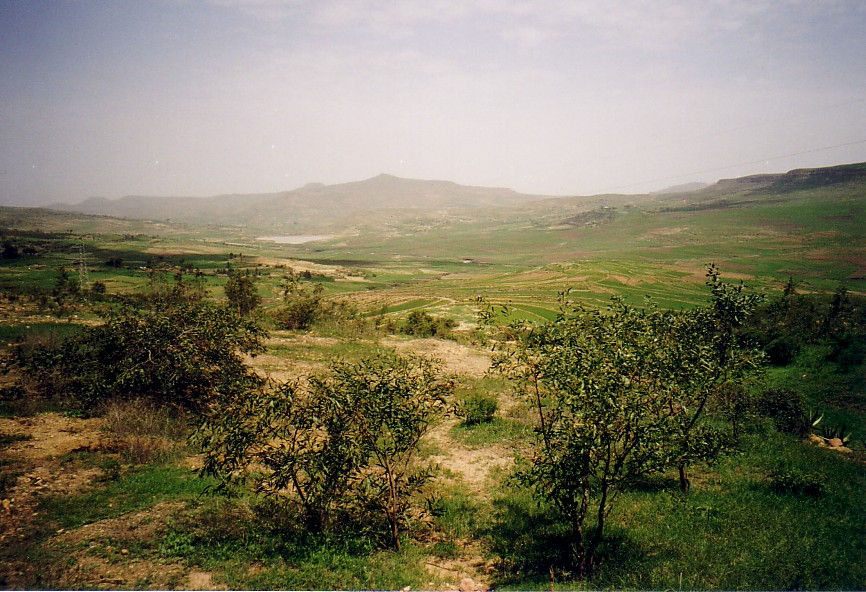
Bekken van May Leiba

## Stroombekken
Het stroomgebied van het reservoir is 17,87 km² groot, met een omtrek van 17,61 km en een lengte van 4540 meter.

## Omgeving
Het gesteente in het bekken omvat, van laag naar hoog, Kalksteen van Antalo, Schiefer van Agula, Amba Aradam Zandsteen, en basalt.  De verdeling van de bodems in dit landschap is een gevolg van de verscheidenheid in gesteenten, het voorkomen van afzettingen van grondverschuivingen, en een (meer recente) menselijke impact die leidde tot bodemerosie en –afzetting. Als gevolg vinden we ‘rood-zwarte’ bodemcatena’s met Cambisol en Vertisol op basalt en Calcaric Regosol tot Vertisol op kalksteen.
Het reservoir ondergaat snelle sedimentafzetting. 
Men heeft getest of dit sediment kon gebruikt worden om velden aan te leggen in barre gebieden bij de oevers van het meer. Het gebruik van zulk sediment leidde uiteraard tot zeer hoge gewasopbrengsten, maar de vraag is of dit de zware arbeid om het sediment te transporteren kan compenseren.